# Hoàng Thùy Linh
Hoàng Thùy Linh (sinh ngày 11 tháng 8 năm 1988) là một nữ ca sĩ, diễn viên kiêm người mẫu người Việt Nam. Bắt đầu được biết đến sau khi tham gia đóng chính trong phim truyền hình Nhật ký Vàng Anh, cô chuyển hướng sang con đường ca hát chuyên nghiệp vào năm 2010.
Năm 2019, với việc ra mắt album Hoàng cùng với đĩa đơn chủ đạo "Để Mị nói cho mà nghe", cô đã giành toàn bộ bốn giải Cống hiến, trong đó có hạng mục Bài hát của năm và Album của năm.

## Cuộc đời và sự nghiệp

### 1988–2007: Những năm thiếu thời
Hoàng Thùy Linh từng học múa 7 năm tại Trường Cao đẳng nghệ thuật Hà Nội, khóa đào tạo diễn viên truyền hình của Hãng phim truyện Việt Nam. Cô từng là ca sĩ phụ trong nhóm hát Thiên Thần, người dẫn chương trình thiếu nhi Vui cùng Hugo của Đài Phát thanh - Truyền hình Hà Nội, tham gia một số bộ phim truyền hình dài tập, chương trình truyền hình tương tác, đóng phim quảng cáo.
Vai diễn đầu tiên gây ấn tượng của Hoàng Thùy Linh là Thùy (phim Đường đời, 25 tập, của đạo diễn Quốc Trọng). Sau đó, cô tham gia các bộ phim dài tập khác như Trò đùa của số phận (2005, 18 tập) của đạo diễn Huy Thuần, vai Lan trong Đi về phía mặt trời (2006, 29 tập) của đạo diễn Lưu Trọng Ninh.
Năm 2006, Hoàng Thùy Linh thi đỗ thủ khoa lớp Đạo diễn truyền hình - Đại học Sân khấu Điện ảnh và tiếp tục theo học tại đây.

### 2007–2010:Nhật ký Vàng Anh
Năm 2007, do có "gương mặt xinh xắn và vốn diễn 'kha khá' trong điện ảnh", Hoàng Thùy Linh được chọn vào vai chính Vàng Anh trong phần 2 phim truyền hình tương tác Nhật ký Vàng Anh vốn được nhiều người trong giới trẻ hâm mộ.
Tháng 10 năm 2007, Hoàng Thùy Linh dính vào vụ scandal khi một đoạn phim quay cảnh nóng giữa cô và  Việt Dart bị một nhóm người phát tán và lan truyền lên mạng Internet từ ngày 12 tháng 10. Vụ bê bối này đã gây xôn xao dư luận trong nước và được cả báo chí nước ngoài quan tâm (Anh, Mỹ,...). Sự kiện này đã gây ra khá nhiều dư luận trái chiều, rất nhiều các học sinh "tuổi teen" đã lên tiếng xin tha thứ cho cô trong khi đó những người khác, nhất là các bậc phụ huynh, đã phê phán rất nghiêm khắc và đi xa hơn còn đòi cô phải có lời xin lỗi vì đã hủy hoại một chương trình mang tính giáo dục, định hướng cho lứa tuổi vị thành niên. Ngày 14 tháng 10, đạo diễn phim Nhật ký Vàng Anh chính thức tuyên bố tạm ngừng ghi hình bộ phim này. Trước đó chương trình giải trí cho thiếu nhi Vui cùng Hugo mà Thùy Linh làm người dẫn chương trình cũng tuyên bố thay đổi người dẫn.
Năm 2010, tờ CNN đã xếp vụ tai tiếng của Hoàng Thùy Linh vào nhóm 5 vụ bê bối tình dục hàng đầu châu Á.

### 2010–2012: Trở lại thành công vớiHoàng Thùy LinhvàĐừng vội vàng
Sau vụ bê bối, Hoàng Thùy Linh vẫn tiếp tục con đường hoạt động nghệ thuật với vai trò ca sĩ và "vị trí hot trong làng giải trí ở Hà Nội".
Năm 2008, ngoài các hoạt động trong lĩnh vực âm nhạc, Hoàng Thùy Linh còn làm người mẫu ảnh quảng cáo thời trang, và làm gương mặt đại diện cho một trò chơi điện tử trực tuyến.
Năm 2013, Hoàng Thùy Linh quay trở lại màn ảnh rộng với bộ phim điện ảnh Thần tượng của đạo diễn Quang Huy.
Sau vụ tai tiếng, Hoàng Thùy Linh tạm lánh xa sân khấu một thời gian trước khi trở lại với tư cách là một ca sĩ. Hợp tác cùng nhạc sĩ Lưu Thiên Hương, Nguyễn Đức Cường, ca sĩ Đông Nhi, Hoàng Thùy Linh cho ra đời album Hoàng Thùy Linh vào năm 2010 với dòng nhạc dance-pop. Đĩa đơn đầu tiên "Nhịp đập giấc mơ" (nhạc và lời: Lưu Thiên Hương) gây ấn tượng bởi chất lượng âm nhạc cũng như sự đầu tư của Linh trong vũ đạo và video. Các bài hát khác của album như "Cho nhau lối đi riêng" (nhạc và lời: Đông Nhi), "Rung động" (nhạc và lời: Nguyễn Đức Cường) cũng nhận được sự ủng hộ từ khán giả.
Năm 2011, Hoàng Thùy Linh tiếp tục sự nghiệp ca hát với album "Đừng vội vàng" hợp tác với nhạc sĩ Lưu Thiên Hương. Đĩa đơn "Đừng vội vàng" được ưa thích bởi giai điệu sôi động và có chất lượng âm nhạc cao, tuy nhiên video của bài hát này lại gây nhiều tranh cãi. Trái lại, bài hát tiếp theo được thực hiện video là "Ngày không anh" lại được đánh giá cao về ý tưởng, vũ đạo, đặc biệt là cảnh Hoàng Thùy Linh ngồi trên ao sen. Sau đó, Hoàng Thùy Linh tung ra video cho bài hát "Lại Lần Nữa", đây là một bản ballad. Album "Đừng vội vàng" được ưa thích, nhiều người cho rằng đây là một album được trau chuốt đến nơi đến chốn hiếm hoi trong làng nhạc trẻ Việt Nam hiện thời, đặc biệt là bài hát "Sợi dây" nhận được phản ứng tích cực từ các thính giả khó tính, họ khen ngợi phần phối khí thông minh của Lưu Thiên Hương, nhưng lại cho rằng giọng hát của Hoàng Thùy Linh không tốt.
Tháng 10 năm 2012, Hoàng Thùy Linh tiếp tục cùng Lưu Thiên Hương trở lại thị trường âm nhạc với mini-album "Rơi" cùng với single cùng tên. Single này được đánh giá rất cao nhờ phần sản xuất sắc sảo. "Rơi" còn là một album giúp Thùy Linh thử nghiệm nhiều thể loại âm nhạc khác nhau sau khi đã rất thành công với dance-pop.

### 2013–2018:Hòa âm Ánh sángvàVàng anh & Phượng hoàng
Năm 2013, Hoàng Thùy Linh tung ra album "EP. 2013", với 3 ca khúc EDM: Last Time, High và Crazy. Trong lần trở lại này, cô hợp tác cùng 2 nhạc sĩ nổi tiếng là Lưu Thiên Hương và Thanh Bùi. Đặc biệt, các MV của album sau khi ra mắt đã nhận được phản hồi tốt từ phía khán giả. Last Time là MV ra mắt đầu tiên, gây ấn tượng với khán giả bởi những cảnh quay hành động và vũ đạo mạnh mẽ. Tiếp sau thành công của Last Time, Hoàng Thùy Linh tung ra MV Crazy và MV High với hình ảnh biến hóa đa dạng trong phong cách. Nếu MV Crazy là sự thể hiện hình ảnh một Hoàng Thùy Linh nóng bỏng và gợi cảm, thì MV High lại là một đột phá mới với kiểu quay "one - take" khá độc đáo. Chất nhạc điện tử, electro dance của album cũng tạo được hiệu ứng tốt với khán giả.
Năm 2014, Hoàng Thuỳ Linh trở lại VTV3 trong chương trình Bài Hát Yêu Thích, cô giới thiệu phiên bản mới của ca khúc Rơi do SlimV thực hiện. Tiếp sau đó, Hoàng Thuỳ Linh kết hợp cùng ban nhạc 365daband thực hiện Liveshow Tôi Toả Sáng. Chương trình được truyền hình trực tiếp trên kênh VTV9 và nhận được nhiều sự quan tâm của khán giả.
Đầu năm 2015, cô trở lại với MV Just You - một sáng tác của Phương Uyên, sản phẩm thật sự rất khác biệt với các MV trước khi chỉ tập trung vào vũ đạo và đặc biệt khi kết hợp với rapper Wowy. Cô tham gia buổi họp báo của chương trình The Remix mùa 1, sau đó chương trình thông báo Hoàng Thuỳ Linh sẽ không tham gia mùa 1 của chương trình này và hẹn một dịp hợp tác sắp tới. Trong đêm cuối cùng của The Remix, Hoàng Thuỳ Linh bất ngờ xuất hiện với tư cách khách mời. Cô trình diễn ca khúc Just You cùng DJ Hoàng Anh - giám khảo chương trình The Remix mùa 1.
Năm 2016, Hoàng Thuỳ Linh tham gia chương trình The Remix mùa 2. Cô tham gia 5 Liveshow và trình diễn 4 ca khúc: I'm Gonna Break (sáng tác TripleD), High (Thanh Bùi - Lưu Thiên Hương), Bánh Trôi Nước (Hồ Hoài Anh - thơ Hồ Xuân Hương) và London Bridge (Fergie). Hoàng Thuỳ Linh rút lui khỏi chương trình tại Liveshow thứ 6 vì lý do sức khỏe. Tháng 6 năm 2016 cô ra mắt MV I'm Gonna Break được thực hiện bởi đạo diễn Đinh Hà Uyên Thư. Trong MV, cô xuất hiện cùng người bạn trai tin đồn - siêu mẫu Vĩnh Thụy. Tháng 8 năm 2016, Hoàng Thuỳ Linh ra mắt MV Bánh Trôi Nước. Cuối năm 2016, Hoàng Thuỳ Linh trở thành đại sứ thương hiệu cho dòng điện thoại Vivo V5 - Vivo V5+ và Vivo V5s, tham gia làm giám khảo cho chương trình thực tế So You Think You Can Dance - Thử thách cùng bước nhảy.
Năm 2017, vào ngày 3 tháng 10, Hoàng Thuỳ Linh chính thức hợp tác với WePro Entertainment và công bố 10 dự án kỷ niệm 10 năm hoạt động nghệ thuật 2007 - 2017. Mở đầu là dự án tự truyện mang tên Vàng anh & Phượng Hoàng.

### 2019–2021:Hoàng
Năm 2019, cô trở lại với tư cách là diễn viên với vai diễn Lam Anh trong bộ phim truyền hình Mê cung phát sóng từ tháng 4 đến tháng 8 trên VTV3. Cô cũng là người biểu diễn ca khúc cùng tên trong bộ phim.
Vào ngày 19 tháng 6 năm 2019, Hoàng Thùy Linh chính thức trở lại đường đua V-pop với ca khúc "Để Mị nói cho mà nghe" và ca khúc đã đứng #1 top thịnh hành trong nhiều ngày trên YouTube ở Việt Nam. Câu hát "Để Mị nói cho mà nghe" cũng trở thành một trào lưu hiện tượng trong giới trẻ. Sau thành công của "Để Mị nói cho mà nghe", Hoàng Thùy Linh tiếp tục tung ra sản phẩm tiếp theo, MV "Tứ phủ" mang âm hưởng tâm linh. Chưa đầy 5 giờ phát hành, bài hát đã dẫn đầu bảng xếp hạng âm nhạc Apple Music và iTunes Vietnam, liên tục thăng hạng trên top thịnh hành của YouTube Việt Nam. Khi MV Tứ phủ vẫn còn gây sốt với nhiều luồng ý kiến trái chiều và cái tên Hoàng Thùy Linh vẫn chưa "hạ nhiệt", nữ ca sĩ bất ngờ nhận giải Nữ ca sĩ phong cách tại giải thưởng tôn vinh tâm hồn Việt - ELLE Style Awards 2019. Ngày 3 tháng 8 năm 2019, cô nhận lời mời biểu diễn trong đêm chung kết Hoa hậu Thế giới Việt Nam cùng với Đàm Vĩnh Hưng, Lệ Quyên, Đông Nhi và Chi Pu. Vào ngày 20 tháng 10 năm 2019, Hoàng Thùy Linh cho ra mắt album Hoàng với 9 bài hát mang âm hưởng dân gian với cách phối nhạc hiện đại kèm lời ca khúc khiến người nghe không khỏi thích thú. Album sau 3 tiếng đã lên vị trí số 1 Apple Music, các bài hát trong album bắt đầu công phá các bảng xếp hạng iTunes Vietnam, Apple Music Vietnam, Spotify.
Tại Giải thưởng âm nhạc Cống Hiến lần thứ 15, Hoàng Thùy Linh xác lập kỷ lục chiến thắng 4 hạng mục trong cùng 1 năm. Ngày 4 tháng 4 năm 2020, Hoàng Thuỳ Linh ra mắt video âm nhạc cho đĩa đơn thứ 4 trong album là "Kẻ cắp gặp bà già". Cô tham gia bộ phim kinh dị chiếu rạp có tên "Trái tim quái vật", được ra rạp vào ngày 16 tháng 10.

### 2022–nay:Link
Ngày 1 tháng 1 năm 2022, Hoàng Thùy Linh cho ra mắt đĩa đơn "Gieo quẻ" trên các nền tảng nghe nhạc trực tuyến tại Việt Nam. Sau vài ngày phát hành, bài hát đạt Top 1 Trending trên YouTube, đồng thời leo lên vị trí cao tại các bảng xếp hạng âm nhạc tại Việt Nam như Top 3 Billboard Vietnam Hot 100 Songs và Billboard Vietnam Top Vietnamese Songs.
Sau đĩa đơn "Gieo quẻ", Hoàng Thùy Linh tiếp tục trở lại đường đua V-pop với MV "See Tình" vào ngày 20 tháng 2 năm 2022.
Vào ngày 11 tháng 8, nữ ca sĩ đã chính thức phát hành album Link, với ca khúc Bo xì bo, Lúc thấy lúc không, Bắt vía, Trưởng nữ chạy trốn, Hạ phỏm.
Ngày 23 tháng 12 năm 2022, cô biểu diễn trong đêm chung kết Hoa hậu Việt Nam 2022.
Năm 2023, cô trở lại màn ảnh với vai diễn Yến trong phim Không ngại cưới, chỉ cần một lý do của đạo diễn Bùi Quốc Việt. Đây là vai diễn đánh dấu sự trở lại của cô sau 4 năm đóng phim Mê cung.
Tối ngày 27 tháng 11 năm 2023, ca sĩ Hoàng Thùy Linh đã cho ra mắt MV ca khúc mới mang tên Miền Đất Hứa - một sản phẩm kết hợp với rapper Đen Vâu. Trước đó, Miền Đất Hứa đã được nữ ca sĩ trình diễn lần đầu trong Vietnamese Concert vào cuối tháng 9 cùng năm.
Ngày 18 tháng 12 năm 2023, cô hợp tác với Kai Đinh và Grey D biểu diễn ca khúc "Trái Đất ôm Mặt Trời".

## Thành tựu và di sản
Hoàng Thùy Linh cùng với nhóm nhà sản xuất nhạc trẻ DTAP, nhạc sĩ Hồ Hoài Anh với thể loại folktronica, pha trộn EDM kết hợp cùng hình ảnh văn hóa dân gian, văn học và trang phục truyền thống đã tạo ra xu hướng vào cuối năm 2019 và mở đầu thập niên 2020. Phong trào này đã ảnh hưởng trực tiếp tới hướng phát triển và phong cách âm nhạc của một số nghệ sĩ như Hòa Minzy, Phương Mỹ Chi, Double2T, Dương Hoàng Yến. Phó Cục trưởng Cục Nghệ thuật biểu diễn Trần Hướng Dương đã chỉ ra rằng: "Hoàng Thùy Linh là ca sĩ tạo ra xu hướng, kết nối khán giả trẻ với âm nhạc đương đại".

## Danh sách phim
| Năm       | Tựa phim                           | Kênh | Vai diễn                                             | Ghi chú                              |
| --------- | ---------------------------------- | ---- | ---------------------------------------------------- | ------------------------------------ |
| 2004      | Đường đời                          | VTV3 | Thùy                                                 |                                      |
| 2005      | Trò đùa của số phận                | VTV1 | Hằng                                                 |                                      |
| 2006      | Đi về phía mặt trời                | HTV9 | Lan                                                  |                                      |
| 2007      | Nhật ký Vàng Anh (phần 2)          | VTV3 | Vàng Anh                                             | Chương trình truyền hình tương tác   |
| 2013      | Thần tượng                         |      | Thùy Linh                                            | Phim điện ảnh                        |
| 2016–2017 | Tuổi thanh xuân 2                  | VTV3 | bạn Linh, giáo viên dạy yoga Junsu (Jace) và Cynthia | Phim truyền hình Hàn Quốc - Việt Nam |
| 2018      | Ngày ấy mình đã yêu                | VTV3 | Khách mời                                            |                                      |
| 2019      | Mê cung                            | VTV3 | Lam Anh                                              |                                      |
| 2020      | Trái tim quái vật                  |      | Khánh                                                | Phim điện ảnh                        |
| 2023      | Không ngại cưới, chỉ cần một lý do | VTV3 | Yến                                                  |                                      |

## Danh sách đĩa nhạc

#### Album phòng thu
- Hoàng Thùy Linh (2010)
- Đừng vội vàng (Don't Rush) (2011)
- Hoàng (2019)
- Link (2022)

#### Album trực tiếp
- Vietnamese Concert The Album (2024)